# 侯晓 (南朝)
侯晓（522年—562年），南朝陈始兴郡曲江县（今广东省韶关市东南莲花岭下）人，侯安都的从弟。
侯晓多次跟随侯安都征讨有功，官至员外散骑常侍、明威将军。陈文帝天嘉初年，设立东衡州，以侯晓为刺史。封怀化县侯。天嘉三年（562年）侯晓去世。